# 2021-es UCI World Tour
A 2021-es UCI World Tour a Nemzetközi Kerékpáros-szövetség (UCI) tizenharmadik versenysorozat-kiírása.

## Részt vevő csapatok
| - AG2R Citroën Team - Astana–Premier Tech - Bora–Hansgrohe - Cofidis - Deceuninck–Quick-Step - EF Education–Nippo - Groupama–FDJ |  | - Ineos Grenadiers - Intermarché–Wanty–Gobert Matériaux - Israel Start-Up Nation - Lotto Soudal - Movistar Team - Team Bahrain Victorious |  | - Team BikeExchange - Team DSM - Team Jumbo–Visma - Team Qhubeka Assos - Trek–Segafredo - UAE Team Emirates |

## Versenyek
| #   | Verseny                                                 | Dátum                      | Győztes               | Győztes csapata         |
| --- | ------------------------------------------------------- | -------------------------- | --------------------- | ----------------------- |
| 1.  | UAE Tour Összefoglaló                                   | február 21–27.             | Tadej Pogačar         | UAE Team Emirates       |
| 2.  | Omloop Het Nieuwsblad Összefoglaló                      | február 27.                | Davide Ballerini      | Deceuninck–Quick-Step   |
| 3.  | Strade Bianche Összefoglaló                             | március 6.                 | Mathieu van der Poel  | Alpecin–Fenix           |
| 4.  | Párizs–Nizza Összefoglaló                               | március 7–14.              | Maximilian Schachmann | Bora–Hansgrohe          |
| 5.  | Tirreno–Adriatico Összefoglaló                          | március 10–16.             | Tadej Pogačar         | UAE Team Emirates       |
| 6.  | Milánó–Sanremo Összefoglaló                             | március 20.                | Jasper Stuyven        | Trek–Segafredo          |
| 7.  | Katalán körverseny Összefoglaló                         | március 22–28.             | Adam Yates            | Ineos Grenadiers        |
| 8.  | Classic Brugge–De Panne Összefoglaló                    | március 24.                | Sam Bennett           | Deceuninck–Quick-Step   |
| 9.  | E3 Saxo Bank Classic Összefoglaló                       | március 26.                | Kasper Asgreen        | Deceuninck–Quick-Step   |
| 10. | Gent–Wevelgem Összefoglaló                              | március 28.                | Wout van Aert         | Team Jumbo–Visma        |
| 11. | Dwars door Vlaanderen Összefoglaló                      | március 31.                | Dylan van Baarle      | Ineos Grenadiers        |
| 12. | Flandriai körverseny Összefoglaló                       | április 4.                 | Kasper Asgreen        | Deceuninck–Quick-Step   |
| 13. | Baszk körverseny Összefoglaló                           | április 5–10.              | Primož Roglič         | Team Jumbo–Visma        |
| 14. | Amstel Gold Race Összefoglaló                           | április 18.                | Wout van Aert         | Team Jumbo–Visma        |
| 15. | La Flèche Wallonne Összefoglaló                         | április 21.                | Julian Alaphilippe    | Deceuninck–Quick-Step   |
| 16. | Liège–Bastogne–Liège Összefoglaló                       | április 25.                | Tadej Pogačar         | UAE Team Emirates       |
| 17. | Tour de Romandie Összefoglaló                           | április 27–május 2.        | Geraint Thomas        | Ineos Grenadiers        |
| 18. | Giro d’Italia Összefoglaló                              | május 8–30.                | Egan Bernal           | Ineos Grenadiers        |
| 19. | Critérium du Dauphiné Összefoglaló                      | május 30–június 6.         | Richie Porte          | Ineos Grenadiers        |
| 20. | Tour de Suisse Összefoglaló                             | június 6–13.               | Richard Carapaz       | Ineos Grenadiers        |
| 21. | Tour de France Összefoglaló                             | június 26–július 18.       | Tadej Pogačar         | UAE Team Emirates       |
| –   | Olimpiai játékok, mezőnyverseny Összefoglaló            | július 24.                 | Richard Carapaz       | Ecuador                 |
| –   | Olimpiai játékok, egyéni időfutam Összefoglaló          | július 28.                 | Primož Roglič         | Szlovénia               |
| 22. | Clásica San Sebastián Összefoglaló                      | július 31.                 | Neilson Powless       | EF Education First      |
| 23. | Lengyel körverseny Összefoglaló                         | augusztus 9–15.            | João Almeida          | Deceuninck–Quick-Step   |
| 24. | Vuelta ciclista a España Összefoglaló                   | augusztus 14–szeptember 5. | Primož Roglič         | Team Jumbo–Visma        |
| 25. | Bretagne Classic Ouest–France Összefoglaló              | augusztus 29.              | Benoît Cosnefroy      | AG2R La Mondiale        |
| 26. | / BinckBank Tour Összefoglaló                           | augusztus 30–szeptember 5. | Sonny Colbrelli       | Team Bahrain Victorious |
| 27. | Eschborn-Frankfurt–Rund um den Finanzplatz Összefoglaló | szeptember 19.             | Jasper Philipsen      | Alpecin–Fenix           |
| –   | Világbajnokság, egyéni időfutam Összefoglaló            | szeptember 19.             | Filippo Ganna         | Olaszország             |
| –   | Világbajnokság, mezőnyverseny Összefoglaló              | szeptember 26.             | Julian Alaphilippe    | Franciaország           |
| 28. | Párizs–Roubaix-kerékpárverseny Összefoglaló             | október 3.                 | Sonny Colbrelli       | Team Bahrain Victorious |
| 29. | Giro di Lombardia Összefoglaló                          | október 9.                 | Tadej Pogačar         | UAE Team Emirates       |

## Pontverseny végeredménye

### Versenyzők
| Helyezés | Versenyző             | Csapat                  | Pont    |
| -------- | --------------------- | ----------------------- | ------- |
| 1        | Tadej Pogačar         | UAE Team Emirates       | 5363    |
| 2        | Wout van Aert         | Team Jumbo–Visma        | 4382    |
| 3        | Primož Roglič         | Team Jumbo–Visma        | 3924    |
| 4        | Julian Alaphilippe    | Deceuninck–Quick-Step   | 3104,67 |
| 5        | Egan Bernal           | Ineos Grenadiers        | 2576    |
| 6        | Sonny Colbrelli       | Team Bahrain Victorious | 2553    |
| 7        | Matthieu van der Poel | Alpecin–Fenix           | 2467    |
| 8        | Adam Yates            | Ineos Grenadiers        | 2251    |
| 9        | João Almeida          | Deceuninck–Quick-Step   | 2219    |
| 10       | Richard Carapaz       | Ineos Grenadiers        | 2018    |
| 11       | Alejandro Valverde    | Movistar Team           | 1981    |
| 12       | Matej Mohorič         | Team Bahrain Victorious | 1897    |
| 13       | Michael Woods         | Israel Start-Up Nation  | 1893    |
| 14       | Remco Evenepoel       | Deceuninck–Quick-Step   | 1814    |
| 15       | Jasper Philipsen      | Alpecin–Fenix           | 1777    |
| 16       | David Gaudu           | Groupama–FDJ            | 1773    |
| 17       | Jasper Stuyven        | Trek–Segafredo          | 1771    |
| 18       | Jonas Vingegaard      | Team Jumbo–Visma        | 1730    |
| 19       | Tim Merlier           | Alpecin–Fenix           | 1703    |
| 20       | Bauke Mollema         | Trek–Segafredo          | 1620,66 |

### Csapatok
| Helyezés | Csapat                  | Pont     |
| -------- | ----------------------- | -------- |
| 1        | Deceuninck–Quick-Step   | 15641,21 |
| 2        | Ineos Grenadiers        | 14998,66 |
| 3        | Team Jumbo–Visma        | 12914,67 |
| 4        | UAE Team Emirates       | 12355,66 |
| 5        | Team Bahrain Victorious | 10429    |
| 6        | Alpecin–Fenix           | 8251     |
| 7        | Bora–Hansgrohe          | 8222     |
| 8        | AG2R Citroën Team       | 7151     |
| 9        | Groupama–FDJ            | 6715     |
| 10       | Israel Start-Up Nation  | 6704,66  |

### Nemzetek
| Helyezés | Ország         | Pont     |
| -------- | -------------- | -------- |
| 1        | Belgium        | 14364,33 |
| 2        | Szlovénia      | 11993    |
| 3        | Franciaország  | 11541,67 |
| 4        | Olaszország    | 10854    |
| 5        | Nagy-Britannia | 9960,6   |
| 6        | Hollandia      | 9814,66  |
| 7        | Spanyolország  | 7979     |
| 8        | Dánia          | 7911,6   |
| 9        | Ausztrália     | 7001,66  |
| 10       | Kolumbia       | 6796     |